# Ragu (revista)
A Ragú é uma revista independente em quadrinhos de Recife (Pernambuco).
Em 2002, surge a coleção Ragú Cordel, um desdobramento da revista, composto de seis folhetos no formato 17 x 11,2 cm, contendo adaptações de cordéis no formato de quadrinhos: A Chegada da prostituta no céu de Mascaro, baseado em textos de J. Borges, Zé da Silva de Clériston, O romance de Severino Feioso com a formosa Rosa de Jarbas Jr, O Circo, de Miguel sobre um poema de João Cabral de Melo Neto,  e A quase tragédia de Mane ou o bode que ia dando bode com texto de Ricardo Mello e arte de Samuca e O dia em que o morto levou o vivo pro céu com texto de Renata Lacerda e arte de Flavão.

## Prêmios
Prêmio Vladimir Herzog
Menção Honrosa do Prêmio Vladimir Herzog por Arte
| Ano  | Obra                                                           | Veículo de mídia         | Autor              | Resultado |
| ---- | -------------------------------------------------------------- | ------------------------ | ------------------ | --------- |
| 2003 | Histórias em quadrinhos "Estatuto da Criança e do Adolescente" | Revista Ragú – Refice/PE | Christiano Mascaro | Venceu    |